# Мармарощина

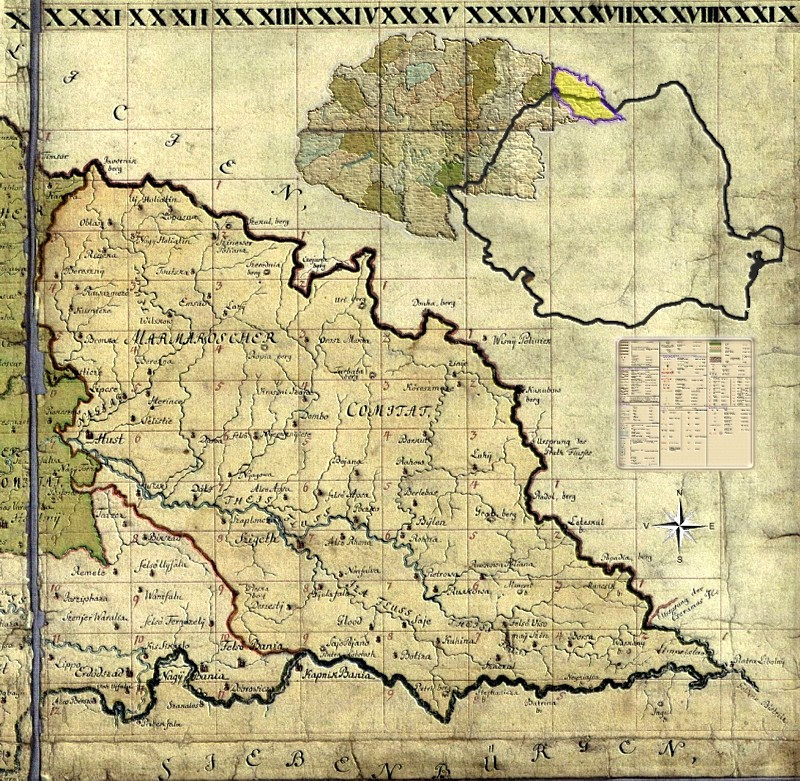
Мармароська жупа, 1782—1785

47°57′ пн. ш. 23°39′ сх. д. / 47.95° пн. ш. 23.65° сх. д.
Мармаро́щина (рум. Maramureş, угор. Máramaros) — історична область у Карпатах, зараз ділиться на Південну Мармарощину в Румунії та Північну Мармарощину в Україні. Багато лісів, які ростуть у передгір'ях та в горах, а також яблуневих садів, які ростуть на півдні української (в долині Тиси) та по долинах румунської частин області.

## Назва
- Мармарощина, або Мармарош — українська назва.
- Марамуреш (рум. Maramureş, нім. Maramuresch) — румунська і німецька назви.
- Марамарош (угор. Máramaros, тур. Marmaroş) — угорська і турецька назви.
- Марматія (лат. Marmatia) — латинська назва.

## Географія
Площа історичної області становить 9 716 км² — з них Україні належить 6148 км² та 3568 км² Румунії.

### Міста
Головні міста: Південна Мармарощина — Сигіт; часто до Південного Мармарошу відносять і головне місто сьогоднішнього жудеця Марамуреш місто Бая-Маре, іноді також і місто Сату-Маре (укр. Сатмір).
Північний Мармарош  — Хуст, Тячів, Рахів, Міжгі́р'я та села Міжгірського району, Довге.

### Річки
Річки краю: Південна Мармарощина — Тиса, Самош і Красна; Північна Мармарощина — Тересва, Ріка, Теребля.
Озера: Синевир
У межах Мармарощини розміщений Мармароський заповідний масив Карпатського біосферного заповідника.

## Історія
- V століття — край був заселений слов'янами (білі хорвати).
- X століття — прикордонний край Угорщини Боршова (Borsova) став Березькою жупою (центр — Берегсас (Берегове); заснована Стефаном I.
- XI століття — виділена округа Мармарощина з області Боршова (головне місто Борша (Borşa)).
- 1241 р. — татарська навала знищила тут до 50 % населення.
- 1353 р. — мармароський князь Драгош (Dragoş), посланий Людовиком І, заснував Молдавське князівство, васальне щодо Угорського королівства.
- 1359 р. — мармароський князь Богдан здобув незалежність для Молдови і став її володарем.
- В середньовіччі Мармарощина була відома багатими покладами солі (шахти) і згодом — деревиною.
- У 1918—1919 рр. на території Мармарощини існувала Гуцульська республіка, яка була окупована румунськими військами.
- За рішенням Тріанонського договору 1920 року історичний край Мармарощина був розділений між Чехословацькою республікою (63,3 % території — ввійшла до Карпатської України) і Румунського королівства (36,7 % території — включена до жудеця Марамуреш) — по межі між округами Тисавельдь і Вішк, річці Тиса і межі між округами Течьо і Хуст.
- Після Другої Світової війни північ Мармарощини відійшла до СРСР у складі Закарпатської України, яка перейменована на Закарпатську область.

Це найвисокогірніша і найбільш важкодоступна частина Карпат. Історичні центри — Хуст і Сигіт. В Австро-Угорщині Мармарощина відповідала комітату Мармарош. Етнічний склад історичної області різноманітний — українці, румуни, ціпзерські німці, угорці. Назва має румунське походження і означає «Великий Муреш».

## Населення

### Північна Мармарощина
Північна Мармарощина тепер належить Україні і більшість населення становлять українці. В чотирьох районах сходу Закарпатської області та місті Хусті українців близько 90 %, румунів — близько 6 %, до 3 % угорців та близько 1 % інших (головним чином циган та прибулих після Другої світової війни росіян).